# 许顺哲
许顺哲（1986年3月24日－），中国大陆摇滚歌手、音乐人、词曲作者，活跃于中国东北的残疾人音乐家。

## 经历

### 童年
出生五个半月时，一场医疗事故使许顺哲的右腿落下了终身残疾。因他在演出时需要同时演奏吉他和演唱，所以这场医疗事故导致他在现在的大部分演出中只能坐下表演。

小学时，许顺哲第一次上台演唱。13岁那年参加音乐比赛，“本来是想唱《大海》，我爸爸就帮我去买伴奏带，带子里有好几首歌，其中有一首歌是黄家驹的。我几乎立刻就被吸引了，Beyond的那种音乐才是我真正想要的，他们和歌颂爱情的流行歌曲不一样，他们唱的是理想。所以从那个时候我就想要弹吉他唱摇滚。”随后，许顺哲开始学习吉他。

### 组建关于我们乐队
许顺哲19岁时曾参加长春的一场选秀活动。在此期间结识了一位长春师范大学的作曲老师。活动间隙，他与这位老师学习了作曲基础，随后开始尝试创作。

2007年，他与刘红权、郭瑞帅、田军组建关于我们乐队（次年更名为断翼之魂，同年改回原名）。乐队最初以翻唱Nirvana等乐队的歌曲为主，逐渐开始表演原创歌曲。2009年，长春摇滚乐合集《长春造音》收录了关于我们乐队的作品《撇下的种子》。

关于我们乐队成立五年后，发行了首张EP《关于我们》，在长春工人文化宫举行了首发式和专场演出。同年9月，长春金属乐队萨满乐队发行EP《鲸歌》，许顺哲以个人名义参与歌曲《鲸歌》的木吉他演奏并演唱了副歌。同年末，关于我们乐队解散。

在长春导演李想的一部关于长春地下摇滚乐的独立纪录片《长春：地下发言》中，许顺哲接受了剧组的采访。

2014年5月，关于我们乐队宣布重组。

### 参加节目
在中国中央电视台综艺频道的《中国好歌曲第二季》第三期中，许顺哲演唱的《那就枯萎》获得了三组导师的认可。演唱结束后，当被导师胡海泉问到肢体残疾是否给他的创作和生活造成障碍时，他表示：“我觉得我没有障碍，因为我从记事起就是这样的，所以我认为什么都能习惯。”随后他加入了蔡健雅战队。

不久，关于我们乐队解散，许顺哲也很少再出现演出。

### 许顺哲与谙
2017年6月17日，萨满乐队在长春红旗街万达广场举行全国巡演的终点站演出。许顺哲以“许顺哲与谙”乐队的三人阵容参与演出，宣告该乐队组建。

2018年初，许顺哲在微博上表示，“（新专辑）歌曲陆续进入混音阶段，进展顺利年后发行。”